# Kai Rooney
Kai Wayne Rooney (Liverpool, 2009. november 2. –) angol labdarúgó, a Manchester United játékosa. Pozícióját tekintve csatár.

## Fiatalkora
Rooney 2009. november 2-án született, a Liverpooli Nők Kórházában, Coleen Rooney televíziós személyiség és Wayne Rooney Manchester United-legenda gyermekeként. Ír származású.

## Pályafutása
2016 októberében Rooney csatlakozott a Manchester United akadémiájához, de mindössze két hónappal később a Manchester Cityhez igazolt. Azt követően, hogy apja az amerikai Major League Soccer ligában szereplő D.C. United csapatához igazolt 2018-ban, Rooney a gaithersburgi Bethesda Soccer Club játékosa lett.
2020-ban Rooney visszatért Angliába és szóba esett, hogy ismét a Manchester City szerződteti. Ennek ellenére azt követően, hogy lehetőséget adott neki a Manchester United, a város vörös oldala mellett döntött decemberben. Apja kijelentette, hogy a játékosnak több másik csapattól is volt ajánlata, de végül a United mellett döntött. Első szezonjában megdöntötte a rekordot a legtöbb szerzett gólért U12-es szinten, ötvenhatot szerezve első évadában. A következő szezonban, miután több hónapot ki kellett hagynia sérülés miatt, betalált a Manchester City elleni U13-as északi kupadöntőben.
15 évesen, a 2025–2026-os szezont az U18-a csapatban kezdte.

## Magánélete
Rooney 12 éves korában szerződést kötött a Puma sportszermárkával. Három testvére van: Klay Anthony (2013–), Kit Joseph (2016–) és Cass Mac (2018–).